# Iwan Biełostocki
Iwan Stiepanowicz Biełostocki (ros. Иван Степанович Белостоцкий, ur. 6 stycznia 1882 w słobodzie Amrosijewka w Obwodzie Wojska Dońskiego, zm. 31 stycznia 1968 w Czelabińsku) – działacz ruchu rewolucyjnego w Rosji.

## Życiorys
W 1904 wstąpił do SDPRR, do sierpnia 1911 uczył się w szkole w Longjumeau we Francji, od 30 stycznia 1912 do 7 maja 1917 był członkiem KC SDPRR(b), w marcu 1912 został sekretarzem Tulskiego Związku Metalowców. W latach 1917–1918 był członkiem Rady Łyświeńskiej, później pracował w instytucjach państwowych i gospodarczych w Permie, Wiatce, Swierdłowsku i Czelabińsku, 1930-1958 pracował w czelabińskiej fabryce traktorów, w 1958 przeszedł na emeryturę. Był odznaczony trzema Orderami Lenina i dwoma innymi orderami.